# Gracia Delva
Gracia Delva (né Garcia Delva, le 9 juin 1974 au Cap-Haïtien) est un chanteur, auteur-compositeur, acteur et homme d'État haïtien, ex-député de Marchand-Dessalines et ancien sénateur de l'Artibonite.

## Biographie
Il a grandi à Marchand-Dessalines.
Il a fait ses débuts à Gérostar, puis Djakout Mizik et ensuite Zenglen et 2003 il a fondé son propre groupe Mass Konpa.
En 2010 il a suivi une carrière politique, il a été élu député de Marchand-Dessalines puis réélu en 2015. Sans terminer son mandat il a posé sa candidature pour être Sénateur de L'artibonite, il a été élu au second tour. Il est également président du club de l'AS Dessalines.
Il a été sanctionné par le gouvernement canadien, qui l'accuse d'être impliqué dans des violations des droits humains et de soutenir des gangs criminels, le 15 juin 2023.

## Filmographie
- XIème Commandement de Moïse Kharmeliaud[1]